# The Preacher
The Preacher är en sång skriven av Horace Silver. Med text på svenska av Peter Himmelstrand spelades den in 1959 av Siw Malmkvist, som Jazzbacillen.

### Fotnoter
1. ↑  Joakim Tegblom. ”Låtar du trodde var svenska”. Arkiverad från originalet den 26 oktober 2013. https://web.archive.org/web/20131026075436/http://gotiskaklubben.wordpress.com/2013/09/22/latar-du-trodde-var-svenska/. Läst 16 juni 2013.